# 荒川哲生
荒川 哲生（あらかわ てつお、1931年5月15日 - 2003年1月22日）は、日本の演出家。東京府出身。
早稲田大学商学部中退後の1951年に劇団文学座に入団し、長岡輝子に師事する。ジョン・オズボーンの『怒りを込めて振り返れ』をはじめとして、ウジェーヌ・イヨネスコの『犀』、エドワード・オールビーの『動物園物語』など前衛作品を演出し、演劇界に大きなインパクトを与えた。古典劇から現代劇、前衛劇まで幅広い演出を手がける。
1963年、文学座を脱退して福田恆存、芥川比呂志らと現代演劇協会附属の劇団雲を結成。同年、演劇をさらに学ぶためにアメリカに留学。帰国後は、劇団雲、その流れを汲む劇団昴で演出家として活動。
1976年、「スタア」（筒井康隆作、福田恆存・荒川哲生演出）により、第7回星雲賞映画・演劇部門を受賞。
ワシントン州立大学講師、早稲田大学講師、ミルウォーキー・レパトリー・シアターの客員演出家、現代演劇協会演劇学校々長などを歴任し、晩年は、演出業のかたわら、俳優養成講座（金沢市民芸術村・ドラマアカデミー）で後進の育成、演技研究会「N.DARTS」の設立など、金沢を拠点に地域演劇の振興に尽力。
2003年1月22日、脳挫傷のため死去。

## 翻訳書
- 『自分の耳 他人の目』 ピーター・シェーファー著 株式会社テアトロ 1977年